# Walkershofen
Walkershofen (fränkisch: Wolgaschhoufa) ist ein Gemeindeteil der Gemeinde Simmershofen im Landkreis Neustadt an der Aisch-Bad Windsheim (Mittelfranken, Bayern). Die Gemarkung Walkershofen hat eine Fläche von 2,657 km². Sie ist in 157 Flurstücke aufgeteilt, die eine durchschnittliche Fläche von 16923,63 m² haben.

## Geographie
Beim Dorf entspringt ein namenloser rechter Zufluss des Riedgrabens. Die umgebende Landschaft ist leicht hügelig und besteht ganz überwiegend aus Ackerflächen. Im Südwesten gibt es einen Campingplatz. Gemeindeverbindungsstraßen führen nach Simmershofen zur Staatsstraße 2256 (1 km nördlich), nach Hohlach zur Kreisstraße NEA 49 (2,1 km südöstlich) und zur Kreisstraße NEA 47 bei Auernhofen (1,4 km westlich).

## Geschichte
In einer Urkunde von 1284 wurde ein „Hiltbrandus de Walgarshoven“ genannt. Dies ist zugleich die erste Erwähnung des Ortes. Das Bestimmungswort des Ortsnamens ist der Personenname Waltgar. 1447 übernahmen die Lochinger von Archshofen den Besitz. Philipp Christoph von Echter bewohnte um 1615 Schloss Walkershofen und baute die mittelalterliche Burg zu einem prunkvollen Renaissanceschloss aus. Der Besitz ging durch verschiedene Hände und wurde schließlich Eigentum der Freiherren von Würtzburg, die das Schloss erneuerten.
Gegen Ende des 18. Jahrhunderts gab es in Walkershofen 20 Anwesen. Das Hochgericht übte das ansbachische Oberamt Uffenheim aus. Das Rittergut Walkershofen war Grundherr sämtlicher Anwesen. Von 1797 bis 1808 unterstand Walkershofen dem preußischen Justiz- und Kammeramt Uffenheim.
1806 kam der Ort an das Königreich Bayern. Mit dem Gemeindeedikt (frühes 19. Jahrhundert) wurde Walkershofen dem Steuerdistrikt Simmershofen zugeordnet. Wenig später entstand die Ruralgemeinde Walkershofen. Sie war in Verwaltung und Gerichtsbarkeit dem Landgericht Uffenheim zugeordnet und in der Finanzverwaltung dem Rentamt Uffenheim (1919 in Finanzamt Uffenheim umbenannt). Ab 1862 war das Bezirksamt Uffenheim für die Verwaltung der Gemeinde zuständig (1939 in Landkreis Uffenheim umbenannt). Die Gerichtsbarkeit blieb beim Landgericht Uffenheim (1879 in Amtsgericht Uffenheim umbenannt), seit 1973 ist das Amtsgericht Neustadt an der Aisch zuständig. Die Gemeinde hatte 1964 eine Gebietsfläche von 2,535 km². Am 1. Juli 1971 wurde Walkershofen im Zuge der Gebietsreform in Bayern nach Simmershofen eingegliedert.

### Baudenkmal
- Schloss Walkershofen mit Wächterhaus, Gutshaus und Scheune[15]

### Bodendenkmäler
In der Gemarkung Walkershofen gibt es zwei Bodendenkmäler.

### Einwohnerentwicklung
| Jahr      | 1818   | 1840   | 1852   | 1855   | 1861   | 1867   | 1871   | 1875   | 1880   | 1885   | 1890   | 1895   | 1900   | 1905   | 1910   | 1919   | 1925   | 1933   | 1939   | 1946   | 1950   | 1952   | 1961   | 1970   | 1987  |
| Einwohner | 118    | 155    | 125    | 129    | 122    | 138    | 127    | 106    | 114    | 116    | 127    | 111    | 100    | 114    | 110    | 143    | 143    | 127    | 113    | 205    | 209    | 195    | 123    | 93     | 91    |
| Häuser    | 31     | 28     |        |        |        |        | 26     |        |        | 29     | 29     |        | 29     |        |        |        | 27     |        |        |        | 31     |        | 28     |        | 23    |
| Quelle    | [ 10 ] | [ 17 ] | [ 18 ] | [ 18 ] | [ 19 ] | [ 20 ] | [ 21 ] | [ 22 ] | [ 23 ] | [ 24 ] | [ 25 ] | [ 18 ] | [ 26 ] | [ 18 ] | [ 27 ] | [ 18 ] | [ 28 ] | [ 18 ] | [ 18 ] | [ 18 ] | [ 29 ] | [ 18 ] | [ 12 ] | [ 30 ] | [ 2 ] |

## Religion
Der Ort ist seit der Reformation evangelisch-lutherisch geprägt und bis heute nach St. Michael und Crispin (Simmershofen) gepfarrt.